# Turbo C
Turbo C byl překladač jazyka C od firmy Borland. Používal se na programování pro operační systém DOS. Jeho úspěch spočíval mimo jiné i v dokonalé integraci celého vývojového prostředí, včetně hypertextové nápovědy, čímž se dal velice snadno používat.
Později byl tento překladač rozšířen o možnost překladu jazyka C++ (byť se první verze potýkaly s velkými problémy). Za jeho následníka lze považovat i současný nástroj C++Builder od téže firmy.

## Historie
V roce 1980 firma Borland zažívala velký úspěch s jejich překladačem Turbo Pascal, který byl velice oblíbený pro tvorbu aplikací pro PC. Na tento úspěch firma navázala produkty Turbo Basic, Turbo Prolog a Turbo C.
Turbo C mělo stejné vlastnosti, jako Turbo Pascal, jednalo se o kompletní vývojové prostředí, které mělo rychlý kompilátor, dobrý editor a příznivou cenu. Přesto však Turbo C nebyl až tak úspěšný, jako byl Turbo Pascal. Důvodem bylo, že jazyk C byl v té době používán hlavně profesionálními programátory a nebyl až tak rozšířený na školách. Překladač firmy Borland musel také soupeřit na trhu s ostatními profesionálními překladači, jako například Microsoft C, Lattice C nebo Wattcom C.

## Historie verzí
Verze 1.0, Vydaná 13. května 1987, jako první nabídla plně integrované prostředí pro jazyk C na IBM PC kompatibilních počítačích, které umožňovalo editaci-kompilaci-spuštění. Tento program byl, ostatně jako v té době mnoho dalších produktů od firmy Borland, koupen od jiné společnosti a označen přívlastkem „Turbo“. Původně se jednalo o program Wizard C, který napsal Bob Jervis. Při běhu program obsadil 384kB paměti. (Vlajkovou lodí firmy Borland byl v té době překladač Turbo Pascal, který ovšem na rozdíl od Turbo C nedisponoval rozbalovacíma nabídkami, a proto později v roce 1987 byla vydaná verze 4, která obsahovala především jen kosmetické úpravy, které Turbo Pascal vzhledově přiblížili překladači Turbo C.)
Verze 1.5, Byla vydána v lednu roku 1988 a jednalo se o vylepšenou verzi 1.0, která navíc obsahovala větší množství ukázkových programů, rozsáhlejší manuály a samozřejmě opravovala chyby předešlé verze. Byla distribuovaná nekomprimovaná na pěti 5,25″ disketách o velikosti 360kB spolu se spoustou ukázkových programů v jazyce C, včetně očesané verze tabulkového editoru mcalc. V této verzi byl uveden hlavičkový soubor <conio.h>, která umožňovala rychlejší I/O konzolové operace.
Verze 2.0, Vyšla na konci roku 1988, někdy se uvádí i rok 1989. Tato verze byla první, která měla modré pozadí, které bylo tak typické pro všechny další produkty firmy Borland pro MS-DOS prostředí. Turbo C, Assembler a Debugger byly prodávány společně v jednom balíku. (Verze určená pro americký trh neobsahovalo Turbo Assembler ani samostatný debugger, tyto součásti byly prodávány zvlášť pod názvem Turbo Assembler.) Tato verze byla také vydána pro Atari ST, která byla ovšem prodávaná pouze v Německu.
Poznámka k pozdějším vydáním: Verze 2.0 byla poslední verzí samostatného překladače Turbo C, protože v roce 1990 byl uveden překladač Turbo C++ ve verzi 1.0. Který v sobě integroval překladače jak pro jazyk C++, tak pro jazyk C.
- 1987: Turbo C 1.0
- 1987: Turbo C 1.1
- 1988: Turbo C 1.5
- 1989: Turbo C 2.0 (nově s integrovaným debuggerem a verzí pro Atari ST)
- 1990: Turbo C++ 1.0
- 1991: Turbo C++ 1.01
- 1991: Turbo C++ 2.0
- 1992: Turbo C++ 3.0

## Freeware verze
V roce 2006 nástupce Borland, firma Embarcadero Technologies, vydala překladač Turbo C a MS-DOS verzi překladače Turbo C++ jako freeware.